# Final de la Copa Africana de Naciones 2010

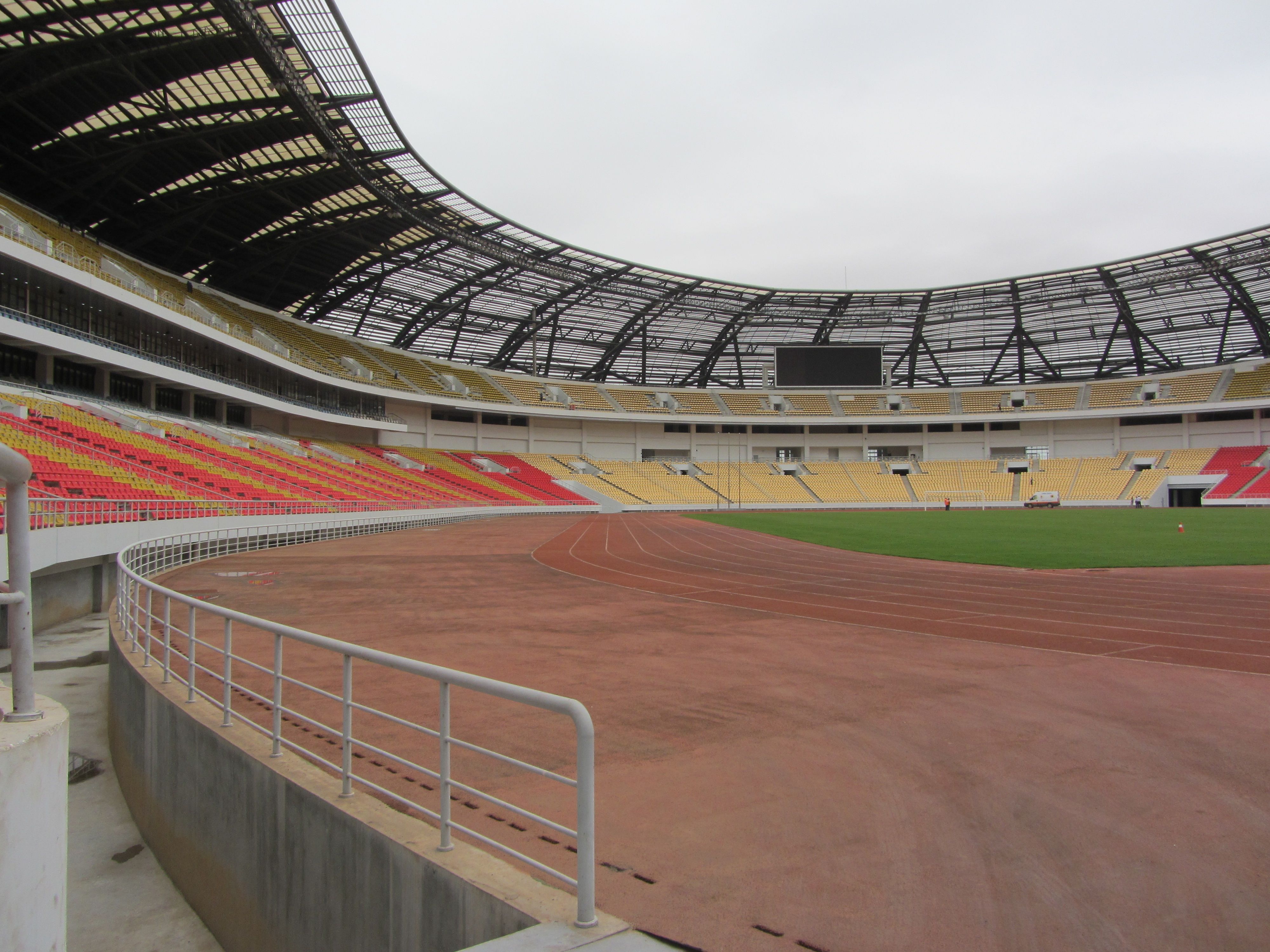
El Estadio 11 de Noviembre fue el recinto donde se disputó la final.

La final de la Copa Africana de Naciones de 2010 fue jugada en el Estadio 11 de Noviembre el 31 de enero de 2010, los finalistas del torneo fueron la selección de Ghana y la selección de Egipto. El partido finalizó con el triunfo de los egipcios merced al gol de Mohamed Nagy en el minuto 85, con esta victoria Egipto consiguió su séptima copa continental además de lograr un inédito tricampeonato en la historia de la competición al haber ganado el título en las ediciones de 2006 y 2008.

## Enfrentamiento
| Bandera de Ghana | vs. | Bandera de Egipto |
| Ghana 0          | vs. | Egipto 1          |
| ---------------- | --- | ----------------- |

## Camino a la final
| Equipo          | Pts. | PJ | PG | PE | PP | GF | GC | Dif |
| --------------- | ---- | -- | -- | -- | -- | -- | -- | --- |
| Costa de Marfil | 4    | 2  | 1  | 1  | 0  | 3  | 1  | 2   |
| Ghana           | 3    | 2  | 1  | 0  | 1  | 2  | 3  | -1  |
| Burkina Faso    | 1    | 2  | 0  | 1  | 1  | 0  | 1  | -1  |
| Togo            |      |    |    |    |    |    |    |     |

| Equipo     | Pts. | PJ | PG | PE | PP | GF | GC | Dif |
| ---------- | ---- | -- | -- | -- | -- | -- | -- | --- |
| Egipto     | 9    | 3  | 3  | 0  | 0  | 7  | 1  | 6   |
| Nigeria    | 6    | 3  | 2  | 0  | 1  | 5  | 3  | 2   |
| Benín      | 1    | 3  | 0  | 1  | 2  | 2  | 5  | -3  |
| Mozambique | 1    | 3  | 0  | 1  | 2  | 2  | 7  | -5  |

## Partido
| 22         | Guardameta     | Richard Kingson        |     |
| 2          | Defensa        | Hans Sarpei            |     |
| 7          | Defensa        | Samuel Inkoom          |     |
| 12         | Defensa        | Lee Addy               |     |
| 15         | Defensa        | Isaac Vorsah           |     |
| 6          | Centrocampista | Anthony Annan          |     |
| 10         | Centrocampista | Kwadwo Asamoah         |     |
| 13         | Centrocampista | André Ayew             |     |
| 19         | Centrocampista | Emmanuel Agyemang-Badu |     |
| 3          | Delantero      | Asamoah Gyan           | 87' |
| 9          | Delantero      | Agyemang Opoku         | 89' |
| Entrenador | Entrenador     | Milovan Rajevac        |     |

| 1          | Guardameta     | Essam El-Hadary    |     |
| 3          | Defensa        | Ahmed Al-Muhammadi |     |
| 6          | Defensa        | Hany Saïd          |     |
| 7          | Defensa        | Ahmed Fathy        | 89' |
| 14         | Defensa        | Sayed Moawad       | 57' |
| 20         | Defensa        | Wael Gomaa         |     |
| 8          | Centrocampista | Hosni Abd Rabou    |     |
| 12         | Centrocampista | Hossam Ghaly       |     |
| 17         | Centrocampista | Ahmed Hassan       |     |
| 9          | Delantero      | Mohamed Zidan      |     |
| 10         | Delantero      | Emad Moteab        | 70' |
| Entrenador | Entrenador     | Hassan Shehata     |     |

| 20 | Delantero | Dominic Adiyiah | 87' |
| 18 | Defensa   | Eric Addo       | 89' |

| 19 | Defensa        | Mohamed Abdel-Shafy | 57' |
| 15 | Centrocampista | Mohamed Nagy        | 70' |
| 4  | Defensa        | Moatasem Salem      | 89' |

| Amonestado | 47' | Agyemang Opoku |

| Amonestado | 48' | Sayed Moawad       |
| Amonestado | 52' | Ahmed Al-Muhammadi |
| Amonestado | 60' | Hossam Ghaly       |

| Anotado | 85' | Mohamed Nagy | 0-1 |

| Árbitro             | Koman Coulibaly    |
| Árbitros asistentes | Evarist Menkouande |
| Árbitros asistentes | Redouane Achik     |
| Cuarto Árbitro      | Hélder Carvalho    |

| 22         | Guardameta     | Richard Kingson        |     |
| 2          | Defensa        | Hans Sarpei            |     |
| 7          | Defensa        | Samuel Inkoom          |     |
| 12         | Defensa        | Lee Addy               |     |
| 15         | Defensa        | Isaac Vorsah           |     |
| 6          | Centrocampista | Anthony Annan          |     |
| 10         | Centrocampista | Kwadwo Asamoah         |     |
| 13         | Centrocampista | André Ayew             |     |
| 19         | Centrocampista | Emmanuel Agyemang-Badu |     |
| 3          | Delantero      | Asamoah Gyan           | 87' |
| 9          | Delantero      | Agyemang Opoku         | 89' |
| Entrenador | Entrenador     | Milovan Rajevac        |     |

| 1          | Guardameta     | Essam El-Hadary    |     |
| 3          | Defensa        | Ahmed Al-Muhammadi |     |
| 6          | Defensa        | Hany Saïd          |     |
| 7          | Defensa        | Ahmed Fathy        | 89' |
| 14         | Defensa        | Sayed Moawad       | 57' |
| 20         | Defensa        | Wael Gomaa         |     |
| 8          | Centrocampista | Hosni Abd Rabou    |     |
| 12         | Centrocampista | Hossam Ghaly       |     |
| 17         | Centrocampista | Ahmed Hassan       |     |
| 9          | Delantero      | Mohamed Zidan      |     |
| 10         | Delantero      | Emad Moteab        | 70' |
| Entrenador | Entrenador     | Hassan Shehata     |     |

| 20 | Delantero | Dominic Adiyiah | 87' |
| 18 | Defensa   | Eric Addo       | 89' |

| 19 | Defensa        | Mohamed Abdel-Shafy | 57' |
| 15 | Centrocampista | Mohamed Nagy        | 70' |
| 4  | Defensa        | Moatasem Salem      | 89' |

| Amonestado | 47' | Agyemang Opoku |

| Amonestado | 48' | Sayed Moawad       |
| Amonestado | 52' | Ahmed Al-Muhammadi |
| Amonestado | 60' | Hossam Ghaly       |

| Anotado | 85' | Mohamed Nagy | 0-1 |

| Árbitro             | Koman Coulibaly    |
| Árbitros asistentes | Evarist Menkouande |
| Árbitros asistentes | Redouane Achik     |
| Cuarto Árbitro      | Hélder Carvalho    |

|                   |
| Bandera de Egipto |
| Campeón Egipto    |
| 7.mo título       |